# Diecezja Charlottetown
Diecezja Charlottetown (łac. Diœcesis Carolinapolitana) – diecezja Kościoła rzymskokatolickiego w Kanadzie. Została erygowana w 1829. W 1946 wydzielono z jej terenu diecezję Gaspe.

## Główne świątynie
- Katedra: Bazylika katedralna św. Dunstana z Canterbury w Charlottetown

## Biskupi diecezjalni
- Bernard Angus MacEachern (1829 − 1835)
- Bernard Donald McDonald (1837 − 1859)
- Peter McIntyre (1860 − 1891)
- James Charles McDonald (1891 − 1912)
- Henry Joseph O’Leary (1913 − 1920)
- Louis James O’Leary (1920 − 1930)
- Joseph Anthony O’Sullivan (1931 − 1944)
- James Boyle (1944 − 1954)
- Malcolm MacEachern (1954 − 1970)
- Francis John Spence (1970 − 1982)
- James Hector MacDonald (1982 − 1991)
- Joseph Vernon Fougère (1991 − 2009)
- Richard Grecco (2009 – 2021)
- Józef Dąbrowski (od 2023)